# Jewgienij Awrorin
Jewgienij Nikołajewicz Awrorin (ros. Евгений Николаевич Аврорин, ur. 11 lipca 1932 w Leningradzie, zm. 9 stycznia 2018 w Czelabińsku) – rosyjski fizyk.

## Życiorys
Po ukończeniu szkoły (ze złotym medalem) studiował na Wydziale Fizycznym Leningradzkiego Uniwersytetu Państwowego, 1951–1953 w Charkowskim Uniwersytecie Państwowym, a 1953–1954 na Wydziale Fizycznym Moskiewskiego Uniwersytetu Państwowego im. Łomonosowa, później pracował w biurze konstruktorskim KB-11 w centrum atomowym Arzamas-16, gdzie brał udział w opracowaniu pierwszego radzieckiego dwukaskadowego ładunku jądrowego. Od 1955 pracował w Instytucie Naukowo-Badawczym 1011 w mieście Czelabińsk-70 (obecnie Snieżynsk) jako pracownik naukowy, w lutym 1964 został szefem działu Wydziału Naukowo-Teoretycznego tego instytutu, od stycznia 1978 do lutego 1979 był szefem Działu Naukowo-Teoretycznego, od lutego 1979 do kwietnia 1985 szefem Działu Naukowo-Teoretycznego – zastępcą kierownika naukowego, a od kwietnia 1985 kierownikiem naukowym tego instytutu. W 1961 został kandydatem, a w 1974 doktorem nauk fizyczno-matematycznych. Od grudnia 1996 do 1998 był kierownikiem naukowym i p.o. dyrektora Rosyjskiego Federalnego Centrum Atomowego/Wszechrosyjskiego Naukowo-Badawczego Instytutu Fizyki Technicznej im. Zababachina w Snieżynsku. W 1987 został członkiem korespondentem Akademii Nauk ZSRR, a w 1992 akademikiem RAN (Wydziału Fizyki Ogólnej i Astronomii). W latach 1968–1973 był deputowanym Rady Miejskiej Snieżynska, 1973–1977 deputowanym Rady Obwodowej Czelabińska, a od 2 marca 1995 do 9 lipca 1997 członkiem Rady Polityki Naukowo-Technicznej przy Prezydencie Federacji Rosyjskiej ds. nauki, technologii i edukacji. Mieszkał w Snieżynsku, zmarł podczas leczenia w Czelabińsku.

## Odznaczenia i nagrody
- Złoty Medal „Sierp i Młot” Bohatera Pracy Socjalistycznej (29 lipca 1966)
- Order Lenina (dwukrotnie - 29 lipca 1966 i 4 grudnia 1987)
- Order „Za zasługi dla Ojczyzny” II klasy (27 marca 2006)
- Order „Za zasługi dla Ojczyzny” III klasy (31 sierpnia 1999)
- Order Czerwonego Sztandaru Pracy (11 września 1956)
- Nagroda Leninowska (1963)
- Nagroda im. Makiejewa (1999)
- Złoty Medal im. Kurczatowa Rosyjskiej Akademii Nauk (2013)
- Wpis do Księgi Sławy Pracy Miasta Snieżynsk (1963)

I inne.